# Jay Bernfeld
Pour les articles homonymes, voir Bernfeld.
Jay Bernfeld, né à New York, le 9 octobre 1952, est un instrumentiste américain spécialisé dans le répertoire baroque pour basse de viole et violone (contrebasse de viole de gambe).

## Biographie
Jay Bernfeld est né à New York, le 9 octobre 1952.
Après des études à la Schola Cantorum Basiliensis, Jay Bernfeld collabore avec l'ensemble Hesperion XX de Jordi Savall. Il s'installe ensuite à Paris où il rejoint l'ensemble baroque Les Arts Florissants dirigé par son compatriote William Christie.
Il effectue par ailleurs de nombreuses tournées et enregistrements avec l'ensemble Capriccio Stravagante dirigé par Skip Sempé.
Jay Bernfeld est régulièrement l'invité d'ensembles baroques tels Les Voix Humaines, Arion ou encore Les Idées Heureuses.
En 2001, il fonde à Paris son propre ensemble Fuoco e Cenere, avec lequel il se produit régulièrement en France et à l'étranger.
Il est également le directeur artistique de l'International Tropical Baroque Music Festival ainsi que le conseiller artistique et le directeur pédagogique de l'atelier lyrique Opera Fuoco dirigé par David Stern.

## Discographie sélective

### Avec Les Arts Florissants
- 1981 : Pastorale sur la Naissance de N.S. Jésus-Christ H.483 et In Nativitatem D.N.J.C. Canticum H.414 de Marc-Antoine Charpentier (basse de viole et violone)
- 1983 : Il Ballo delle Ingrate de Claudio Monteverdi (violone)
- 1989 : Oratorio per la Settimana Santa de Luigi Rossi

### Avec Fuoco e Cenere
- 2019: Pièces de Viole (1709) de Jacques Morel
- 2017: Folies d'Espagne & Pièces de viole de Marin Marais
- 2014: Judith & Esther, destins divins
- 2009: Umana e Inumana de Alessandro Scarlatti - Francesco Durante
- 2007: La Dafne de Marco da Gagliano
- 2006: Canta Napoli 400 ans de chanson napolitaine
- 2005 : Pièces de viole de Louis de Caix d'Hervelois
- 2004: Petrarca e la musica - Gentil mia Donna
- 2001: Salmi di Davide de Benedetto Marcello
- 2001 : Suites, Sonates et Concerto de Joseph Bodin de Boismortier
- 2000: Fantasy in Blue musiques de Henry Purcell et George Gershwin

### Avec l'ensemble Les Voix Humaines
- The Seasons de Christopher Simpson[1]

### Divers[1]
- Pièces de viole d'Antoine Forqueray
- Abendmusik de Dietrich Buxtehude
- les Folies d'Espagne de Marin Marais
- Pièces de viole de Johannes Schenck